# Sándor Szabó
Sándor Szabó (Budapest, 29 de enero de 1941-Budapest, 7 de agosto de 1992) fue un deportista húngaro que compitió en esgrima, especialista en la modalidad de florete. Ganó cuatro medallas de plata en el Campeonato Mundial de Esgrima entre los años 1961 y 1970.

## Palmarés internacional
| Campeonato Mundial | Campeonato Mundial       | Campeonato Mundial | Campeonato Mundial  |
| Año                | Lugar                    | Medalla            | Prueba              |
| ------------------ | ------------------------ | ------------------ | ------------------- |
| 1961               | Turín (Italia)           | Medalla de plata   | Florete por equipos |
| 1962               | Buenos Aires (Argentina) | Medalla de plata   | Florete por equipos |
| 1966               | Moscú (URSS)             | Medalla de plata   | Florete por equipos |
| 1970               | Ankara (Turquía)         | Medalla de plata   | Florete por equipos |